# Джо Ді Маджо
Джо Ді Маджо (англ. Joe DiMaggio; 25 листопада 1914, м. Мартінес, штат Каліфорнія — 1999) — американський бейсболіст. Найбільш відомий як «Joltin 'Джо» — легендарний центровий гравець «Нью-Йорк Янкіз». Чоловік Мерилін Монро.

## Біографія
Джо Ді Маджо відзначений як один з найбільш обдарованих відбиваючих в бейсбольній історії. Тед Вільямс одного разу назвав його «найбільшим універсальним гравцем, якого я коли-небудь бачив». Ключовий гравець «Нью-Йорк Янкіз» був відомий завдяки приголомшливим ударам в 56 іграх 1941 року. Такі показники залишаються досі рекордними для вищої ліги бейсболу.
Приваблива поведінка і видатний талант зробили бейсболіста популярним героєм його часу. Він отримав прізвисько «Joltin 'Joe» і «The Yankee Clipper». Бейсболіст грав усі 13 сезонів за «Янкіз» у великій лізі (1936-42, 1946-51) перед своїм відходом в 1951 році.
Одружився з кінозіркою Мерилін Монро в 1954 році. Його безперервна відданість після розлучення була легендарною: після смерті Монро в 1964 році він щотижня посилав квіти їй на могилу. У 1970х — 1980х роках Дімаджіо був легко впізнаваним телевізійним рекламістом для автоматичних кавоварок.
У 1955 Джо Ді маджо був вибраний в національний бейсбольний Зал слави.
Додаткові дані: Дімаджіо носив уніформу № 5, відбивав і кидав правою рукою. У біографії Джо Дімаджіо на три роки бейсбольна кар'єра була перервана службою в армії під час Другої світової війни. Доля Дімаджіо стала темою для твору Річарда Бена Крамера «Життя Героя». Знаменита фраза «Куди ти пішов, Джо Дімаджіо?» Пішла від пісні дуету «Саймон і Гарфанкел» «Містер Робінсон». У короткій бродвейській п'єсі «Мерилін» в 1983 році роль Дімаджіо зіграв Скотт Бакура. Напис на могильній плиті Дімаджіо говорить «Втілення привабливості, гідності і витонченості …». Іншими відомими гравцями «Нью-Йорк Янкіз» були Бейб Рут, Лу Геріг, Мікі Ментл, Джим Боутон.